# Falk Putzke
|  | Artikel eintragen | Dieser Artikel wurde aufgrund von inhaltlichen Mängeln in der Qualitätssicherung des Portals Radsport eingetragen. Dies geschieht, um die Qualität der Artikel aus dem Themengebiet Radsport auf ein akzeptables Niveau zu bringen. Bitte hilf mit, die inhaltlichen Mängel dieses Artikels zu beseitigen, und beteilige dich bitte an der Diskussion! |  |

Falk Putzke (* 1. Juni 1980 in Dohna) ist ein deutscher Radsportfunktionär und ehemaliger Radrennfahrer.
Putzke gewann mehrere Landesmeistertitel auf der Straße und im Einzelzeitfahren in Rheinland-Pfalz und Hessen. Zudem nahm er an deutschen Meisterschaften auf der Straße und im Einzelzeitfahren teil.
Ab 2009 startete er bei Mountainbikerennen  und gewann den Landesmeistertitel von Rheinland-Pfalz im Cross Country. Kurze Zeit später wurde er Elfter beim  "Spessart Bike Marathon", einem Rennen der UCI-Kategorie C1, und erhielt somit seine ersten Weltranglistenpunkte. Daraufhin wurde er für die Nationalmannschaft zu den Marathon-Weltmeisterschaften in Graz nominiert und belegte dort den 80. Platz.
Nach dem Ende seiner aktiven Karriere wurde Putzke Leistungssportreferent beim Bund Deutscher Radfahrer.